# Ruzizisletten
Ruzizisletten (fransk: Plaine de la Ruzizi) er en dal beliggende mellem Mitumbabjergkæden og Ruzizifloden. Den fungerer som en naturlig grænse, der adskiller Den Demokratiske Republik Congo (DRC) fra Burundi og Rwanda på den anden side. Ruzizisletten er en integreret del af den større Albertine Rift, som strækker sig over flere afrikanske lande. Den gennemløbes af Ruzizifloden, som løber fra Kivusøen over sletten og ind i Tanganyikasøen. Den dækker et område på 1.750 km2 og har en længde på 80 kilometer, fordelt mellem Burundi, Rwanda og DRC. Den congolesiske side er mod nord afgrænset af Bugaramasletten (Rwanda), mod øst af Imbosletten (Burundi), mod vest af Mitumbakæden og mod syd af Tanganyika-søen.

## Biodiversitet
Ruzizisletten har en rig biodiversitet, herunder en bred vifte af plante- og dyrearter. Området er hjemsted for flere vigtige beskyttede områder, herunder Kahuzi-Biega nationalpark og Rugege Forest Reserve, som begge er kendt for deres unikke dyreliv og økosystemer. Ud over dens økologiske betydning er Ruzizi-sletten også af betydelig økonomisk og kulturel betydning for regionens beboere. Området er et samlingspunkt for mange etniske grupper; vandet og de frugtbare områder har i århundreder tiltrukket mennesker, der kommer fra flere regioner i området ved de store afrikanske søer: Bavira, Bafuliiru, Bashi, Balega, Babembe, Banyindu, Bahavu, (fra Sydkivu) og hutuerne, tutsierne og batwaerne fra nabolandene Burundi og Rwanda.
Regionen er også et stort landbrugsområde, hvor der dyrkes afgrøder som kaffe, majs og bønner i området. Ruzizisletten har dog også været plaget af konflikter og betragtes ofte som periferien af et stort område med usikkerhed, hvis store kriminogeniske centre er placeret i midten og høje plateauer af Uvira-territoriet og i Fizi-territoriet. Bjergene Hauts og Moyens Plateauxs skråninger er besat af regionale og udenlandske væbnede grupper, og der er kvægtyverier, kidnapninger, mord, tørke og røverier er stigende i regionen.

## Geografi

### Klima
Ruzizislettens klima er kendetegnet ved en type Aw4 tropisk klima i henhold til Köppen Vladimirs klimaklassificering, nedbør på 600 til 900 mm og temperaturer på 18 til 32 °C. Den lange regnsæson begynder i oktober og slutter i februar, mens den korte regntid starter i februar og slutter i juni. Den korte regntid efterfølges af en fire måneder lang tørsæson (juni til september).

### Vegetation
Vegetationen på Ruzizi-sletten er domineret af græsklædte savanner, der består af græsarealer med middel tæthed. Savannaerne skifter mellem busk og en tornet steppevegation. Der er galleriskov dukker op rundt på hele Ruzizisletten. 